# 苑金涵
苑金涵（Yuan jin-han，1913年—不詳），另有名苑金函。汉族，河北保定人，中華民國空軍軍官。

## 生平事蹟
1934年3月入學中央航空學校第五期航空班，1936年1月27日筧橋畢業，入第四大隊為21中隊隊員，霍克三座機2108號。
1937年8月15日，與譚文合力擊落一架敵機。
1937年8月25日遭敵機擊傷，飛機迫降後死裡逃生，傷愈仍歸隊参加作戰，後來擔任中美混合聯隊第三大隊大隊長。

### 死裡逃生
1937年8月25日，隨隊前往瀏河敵陣地，執行轟炸任務目標時，遭敵機擊中。身體中彈昏迷以致飛機墜落，但在即將觸地前甦醒，勉強迫降於稻田中。後兩個農夫將他救出，送他到救護隊急救途中，又遭小股日本陸軍襲擊，被刺刀刺中胸口但未死。苑金涵等日本兵遠離後逃竄。幸運的又被另一個農夫救醒，才把他救走，直到遇見友軍軍官。
至醫院檢查，全身的創口有三十多處，經過急救後，送到大後方醫院醫治後方才漸漸痊癒。

### 播遷來台
1949年到台灣以後，曾任空軍幼年學校校長，住在台南水交社眷村，批准並協助創立空軍中華民國空軍雷虎特技小組。